# Holland Park (Londen)
Holland Park is een park in het Londense district Kensington en Chelsea.
Het park wordt ruwweg begrensd door Holland Park Avenue in het noorden en Kensington High Street in het zuiden.
Het park bevat onder andere een beroemde oranjerie, een cricketveld, tennisbanen, een Japanse tuin, een jeugdherberg en speeltuinen. Eekhoorns en pauwen behoren tot de aanwezige fauna. In het park staat ook het Holland House. Dit landhuis werd in 1605 gebouwd voor Walter Cope en stond dan ook bekend als Cope Castle, een van de eerste grote huizen in Kensington. Zijn schoonzoon Henry Rich, de eerste graaf van Holland (Engeland), erfde het huis. Deze graaf werd ten tijde van de Engelse Burgeroorlog onthoofd vanwege zijn keuze voor de royalisten. Het landhuis werd na zijn onthoofding een hoofdkwartier van het leger en werd regelmatig bezocht door Oliver Cromwell. Na de oorlog kwam het weer in het bezit van de familie en kreeg het de huidige naam.
Aan het begin van de Tweede Wereldoorlog raakte het gebouw bij een bombardement ernstig beschadigd. De overblijfselen vormen nu het decor voor het openluchttheater Holland Park Theatre.
Holland Park is ook de naam van de wijk ten noorden van het park, ten westen van het bekendere Notting Hill.

## Fotogalerij

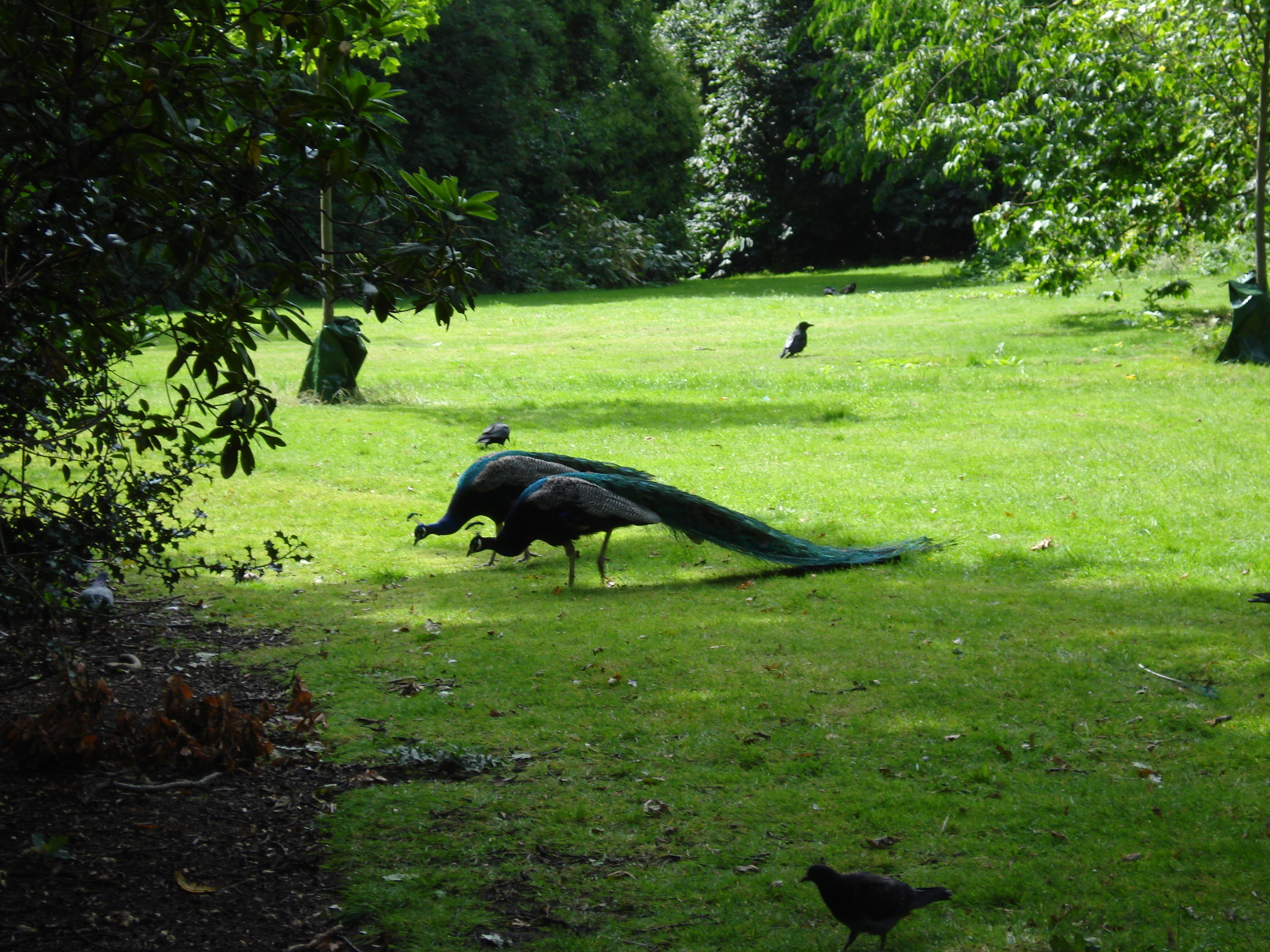
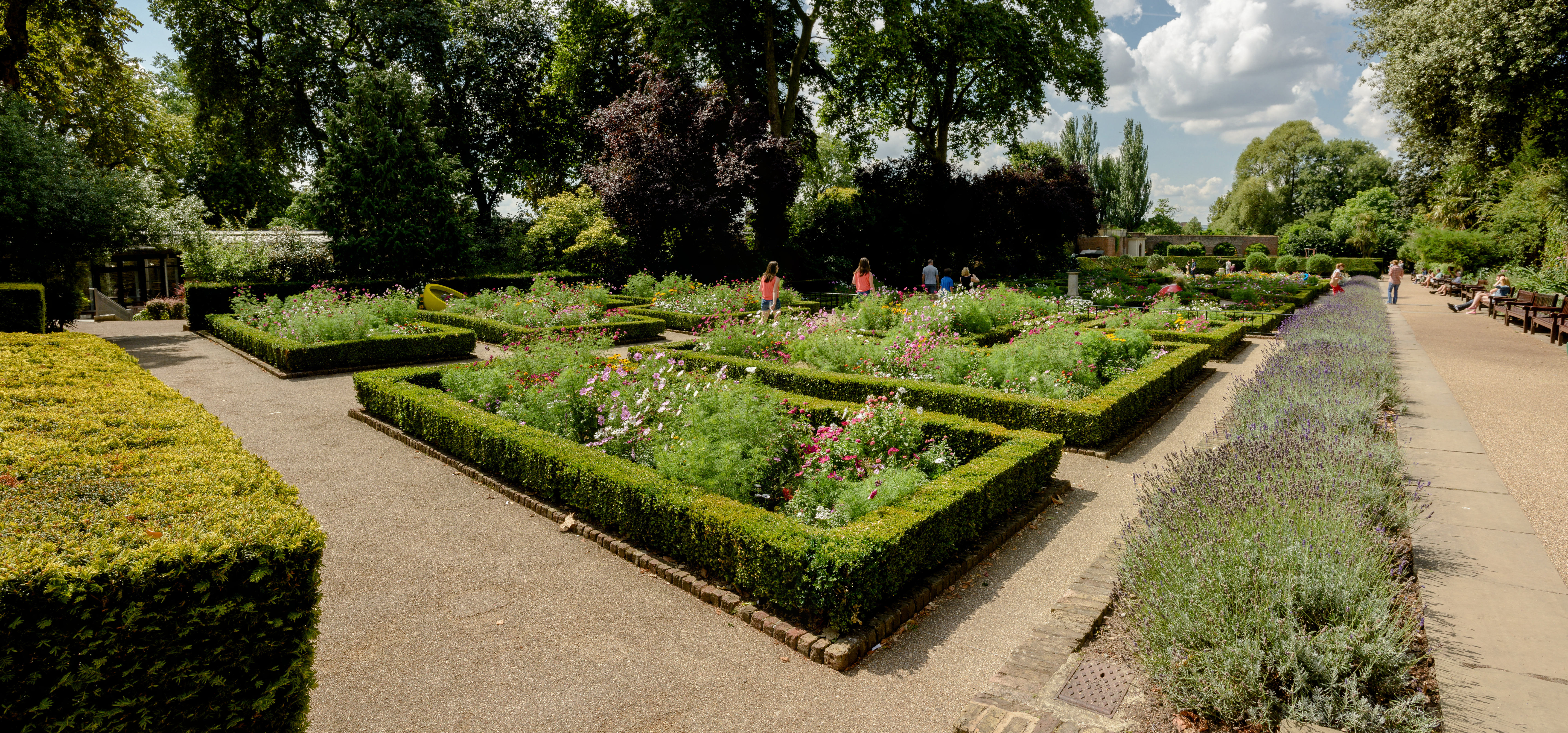
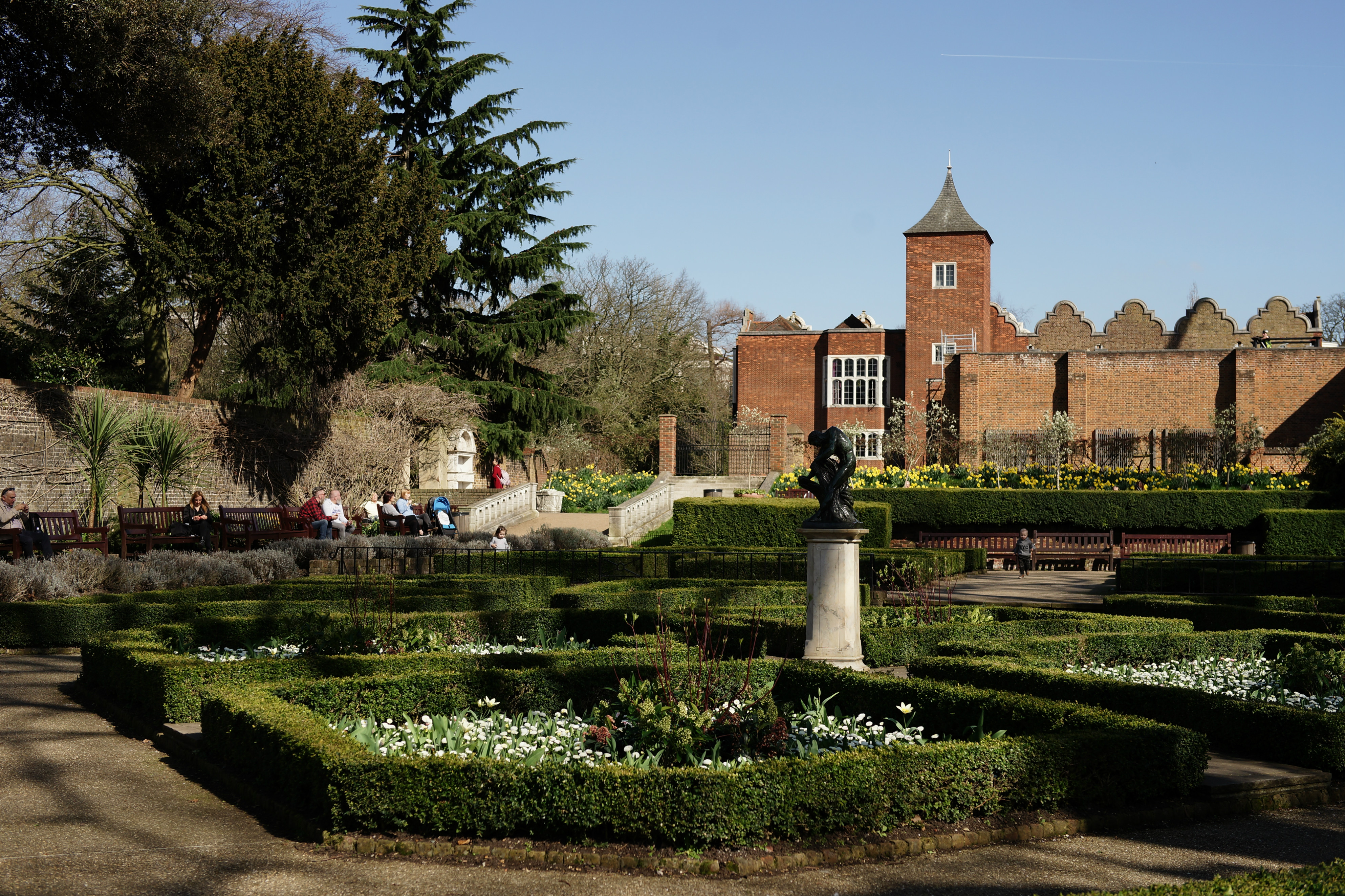
De formele tuinen met op de achtergrond het Holland House
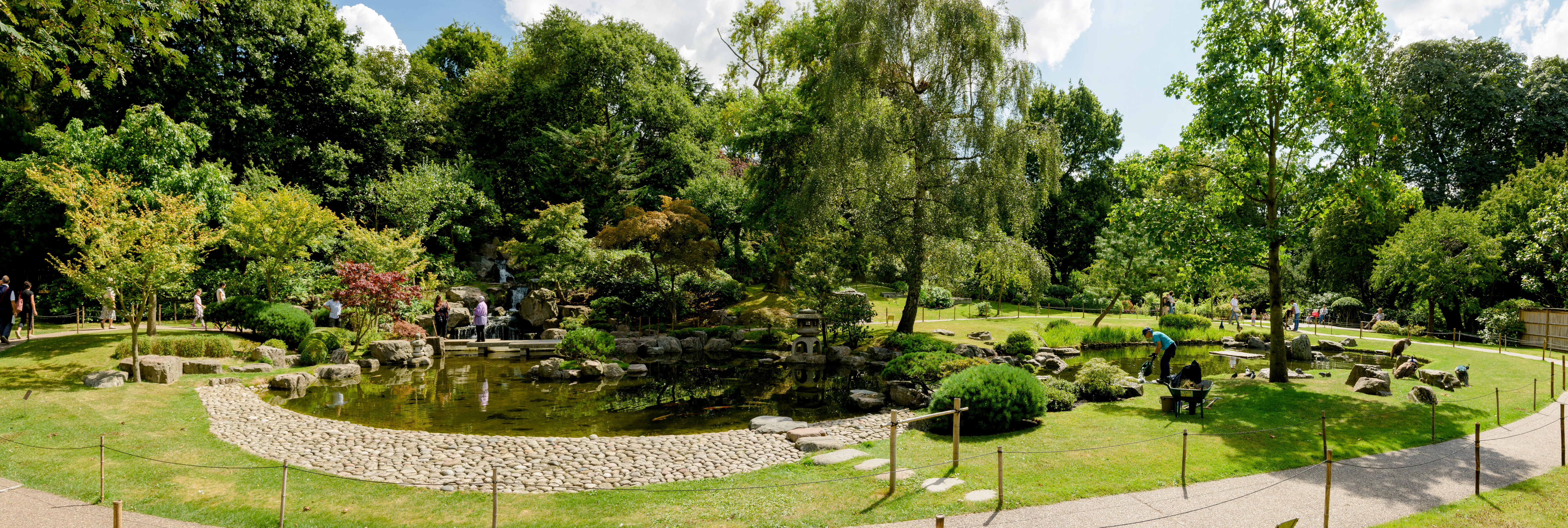
De Kyoto Garden
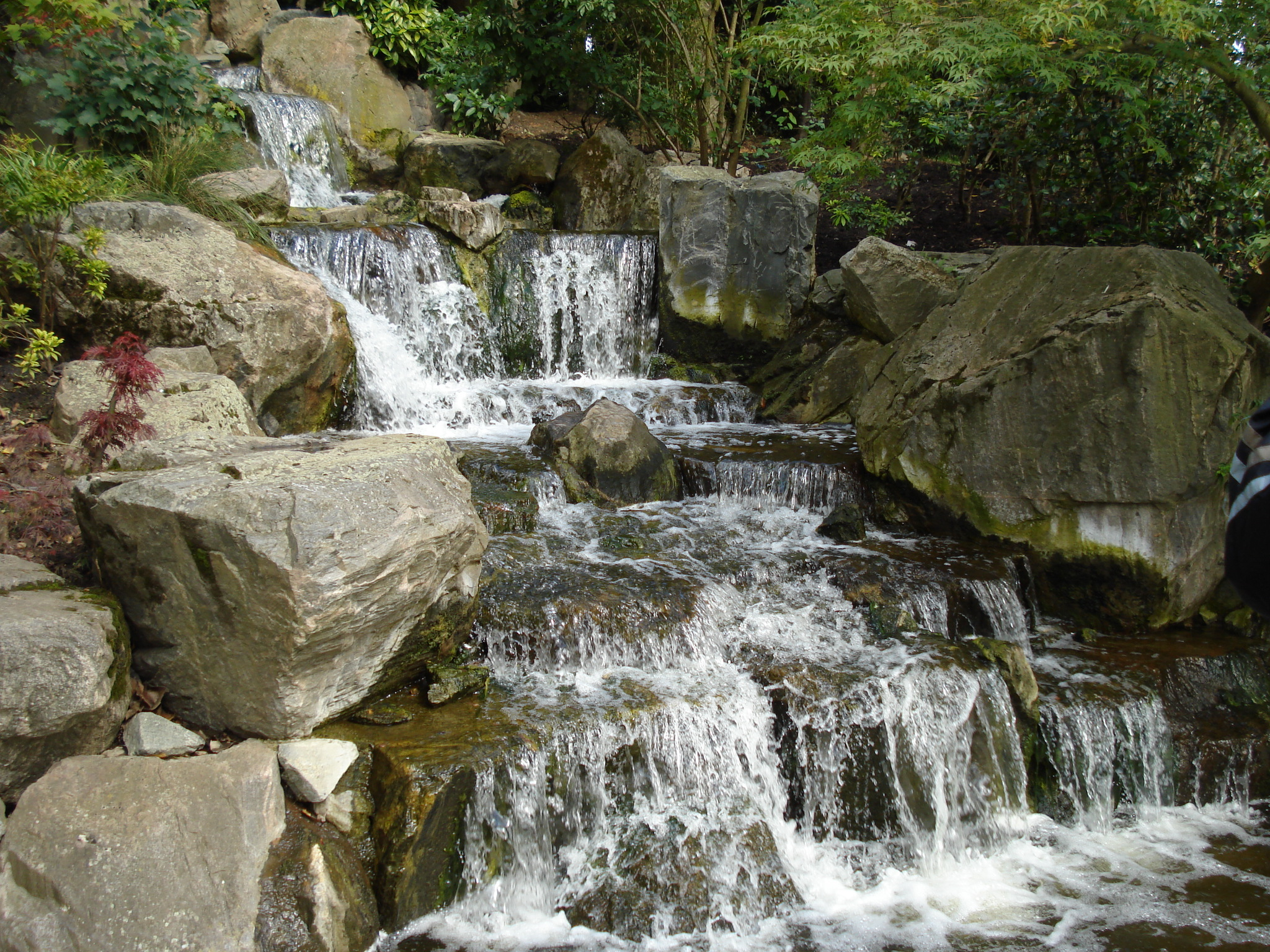
De waterval in de Kyoto Garden